# Gregorio De Ferrari

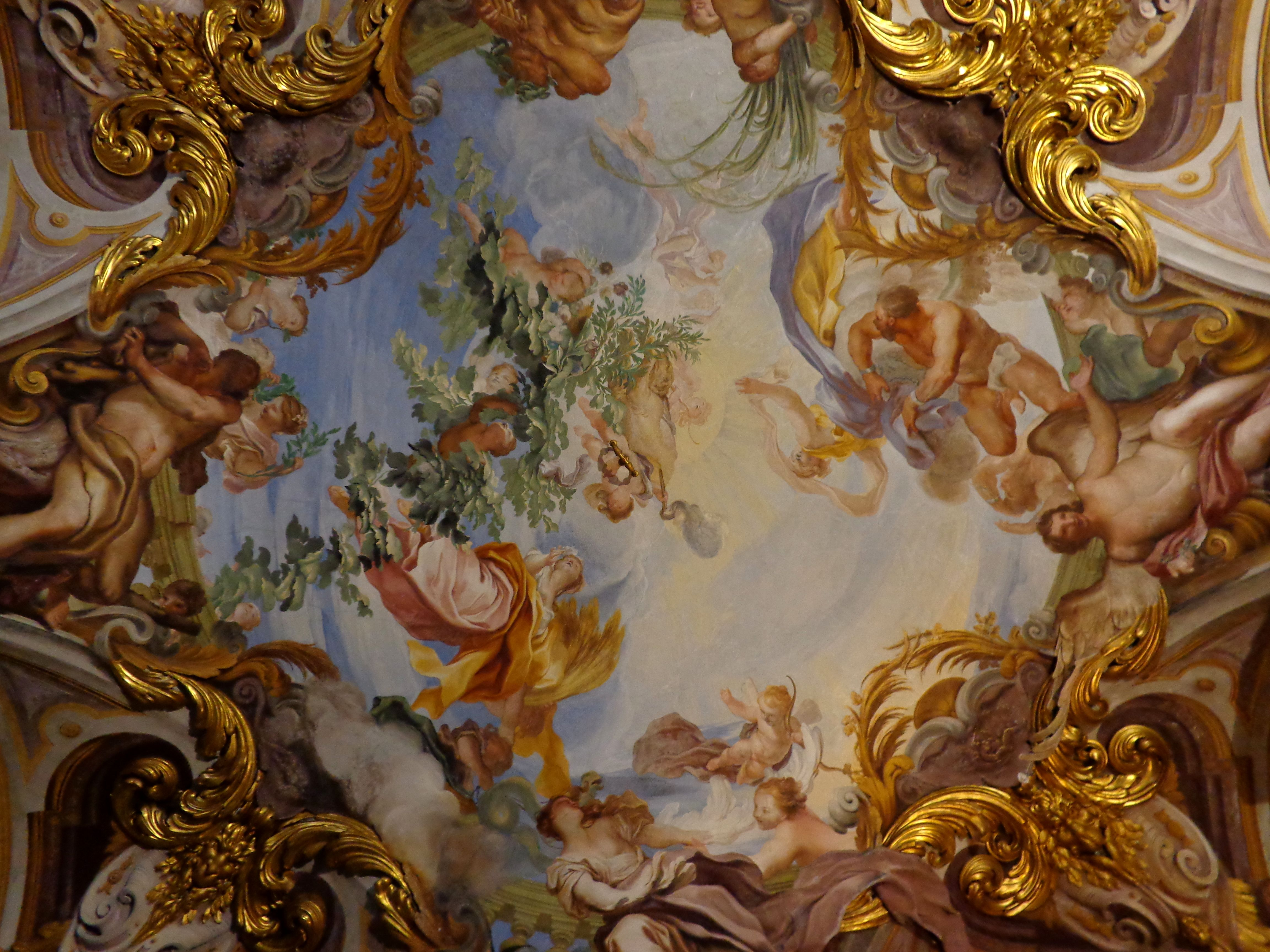
Estate, salotto di Palazzo Rosso

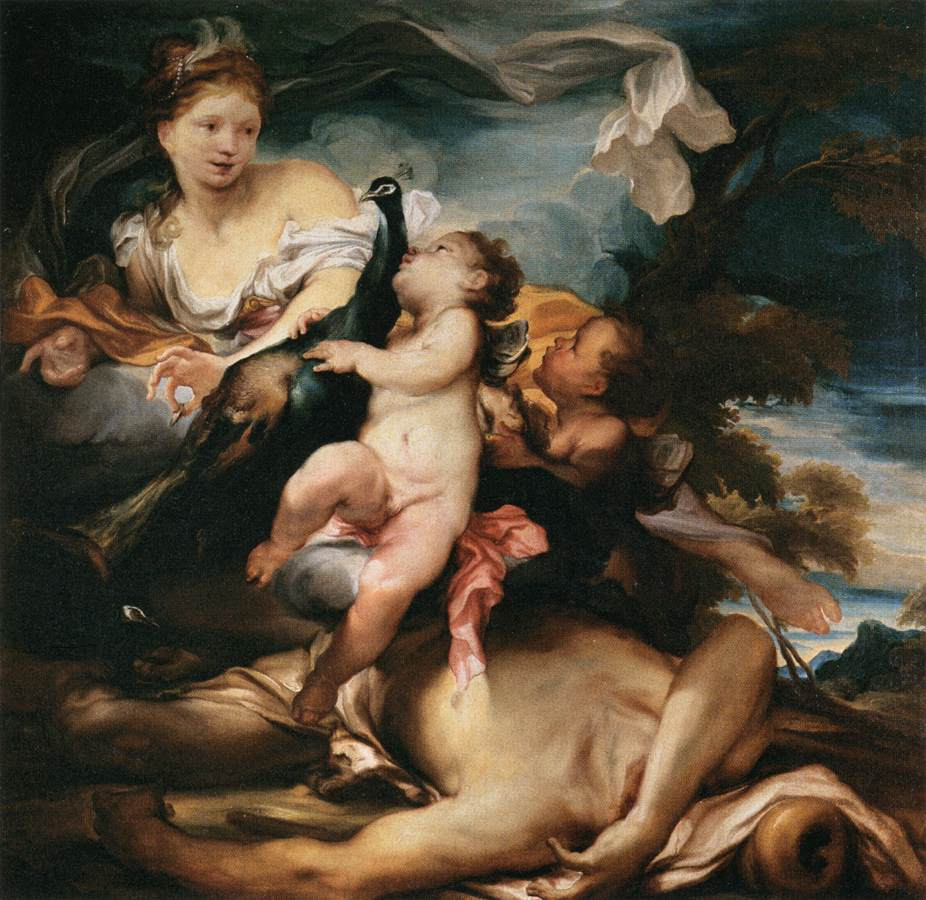
Giunone e Argo, Louvre

Gregorio De Ferrari (Porto Maurizio, 14 aprile 1647 – Genova, 1726) è stato un pittore italiano di scuola barocca genovese.  È anche considerato un precursore dello stile Rococò in Italia.

## Biografia
Nato a Porto Maurizio (oggi Imperia) si trasferì giovanissimo a Genova per studiare legge, ma finì invece per frequentare, tra il 1664 e il 1669, lo studio del pittore Domenico Fiasella, del quale fu assistente quando questi dipinse la pala d'altare raffigurante Santa Chiara che mette in fuga i Saraceni per la chiesa parrocchiale di San Giovanni Decollato di Montoggio (Genova). Effettuò un viaggio a Parma (tra il 1669 e il 1673), dove effettuò copie degli affreschi e dipinti del Correggio, che furono per lui di grande ispirazione. Di queste, si conserva La Cupola del duomo di Parma, presso l'Accademia Ligustica.
Stabilitosi definitivamente a Genova collaborò con il pittore Domenico Piola, del quale aveva sposato la figlia Margherita, nel suo rinomato studio conosciuto come Casa Piola. Entrambi furono attivi nella decorazione della basilica della Santissima Annunziata del Vastato, ispirandosi a Pietro da Cortona, al Correggio, e al Grechetto.
Fra le prime commissioni in collaborazione col Piola, vi furono gli affreschi con  La gloria di s. Andrea Avellino della basilica di san Siro, e la pietà in santa Maria di Castello, oltre la pala d'altare con Il martirio di s. Lorenzo, per la Chiesa della Consolazione.
A partire dal 1684 realizza importanti decorazioni ad affresco nelle sale di importanti palazzi patrizi: Le arti liberali e La gloria di un eroe, in Palazzo Gio Battista Centurione, La Galleria del Trionfo d'Amore, e altre opere in Palazzo Balbi Senarega, il salone nella villa Balbi allo Zerbino, oltre a tele di argomento sacro e profano per i collezionisti genovesi.
Negli anni seguenti lavorò a Torino per Vittorio Amedeo II affrescando alcune sale di palazzo reale e a Marsiglia per il maresciallo di Noailles, a cui probabilmente appartenne il Giunone ed Argo del Louvre. 
Rientrato a Genova, nel 1688 realizza i celebri affreschi con le allegorie della Primavera e dell'Estate, in collaborazione con il quadraturista Antonio Haffner e lo stuccatore Muttone nelle volte di due salotti di Palazzo Rosso. Spetta al De Ferrari il coordinamento delle diverse tecniche e materiali, stucco e quadratura, per ottenere un risultato di assoluta continuità decorativa. La luminosità e la leggerezza di queste opere, e la levità con cui vengono trattate le allegorie, ne fanno un anticipatore della grazia settecentesca. Documentato da fotografie è il suo capolavoro, la volta del salone del secondo piano nobile con il Mito di Fetonte, distrutto dai bombardamenti della seconda guerra mondiale, così come l'Assunta nella volta della chiesa dei SS. Giacomo e Filippo.
Fra i suoi capolavori successivi si ricordano la Morte di Santa Scolastica, conservato nella chiesa di Santo Stefano, l'Assunzione della Vergine, chiesa di S. Francesco il Grande a Madrid, e la Madonna Addolorata e le anime purganti, attualmente nell'oratorio di S. Leonardo a Porto Maurizio.
La sua ultima importante opera pubblica fu  Il trionfo della Croce nella cupola della chiesa genovese di Santa Croce, realizzata in collaborazione con il figlio Lorenzo, che divenne uno dei maggiori autori genovesi del settecento.

L'importante ciclo di sette grandi tele a soggetto mitologico, con Ercole e Anteo, Ercole e l'Idra, Ercole e il toro di Creta, Ercole sul rogo funebre, Perseo e Andromeda, Pan e Siringa, Mercurio e Argo, un tempo ospitato nel salone di palazzo Cattaneo-Adorno, è stato acquistato nel giugno 2012 dal MiBACT per essere destinate alla Galleria Nazionale della Liguria a Palazzo Spinola. 

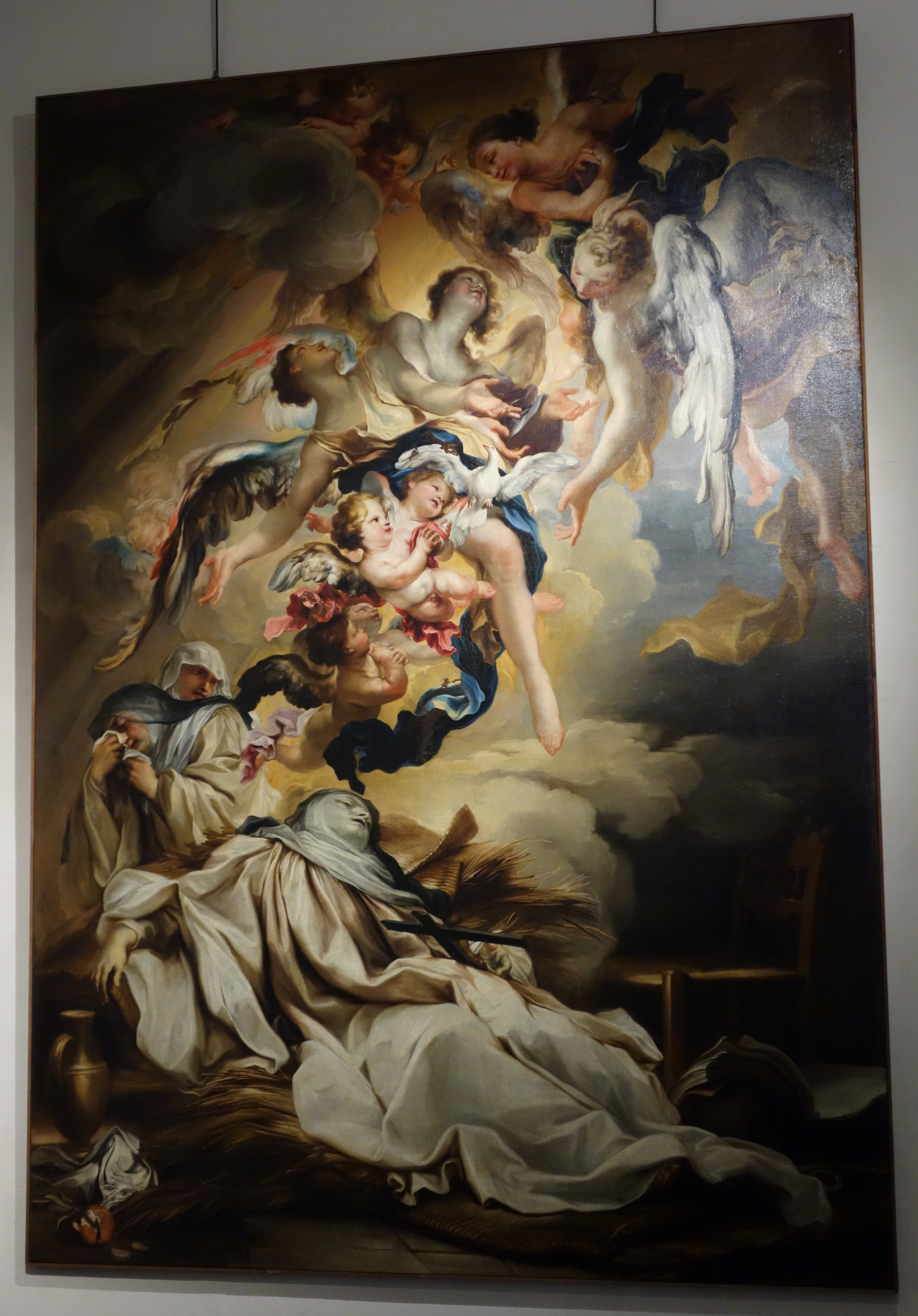
Morte di Santa Scolastica, Museo Diocesano (Genova)
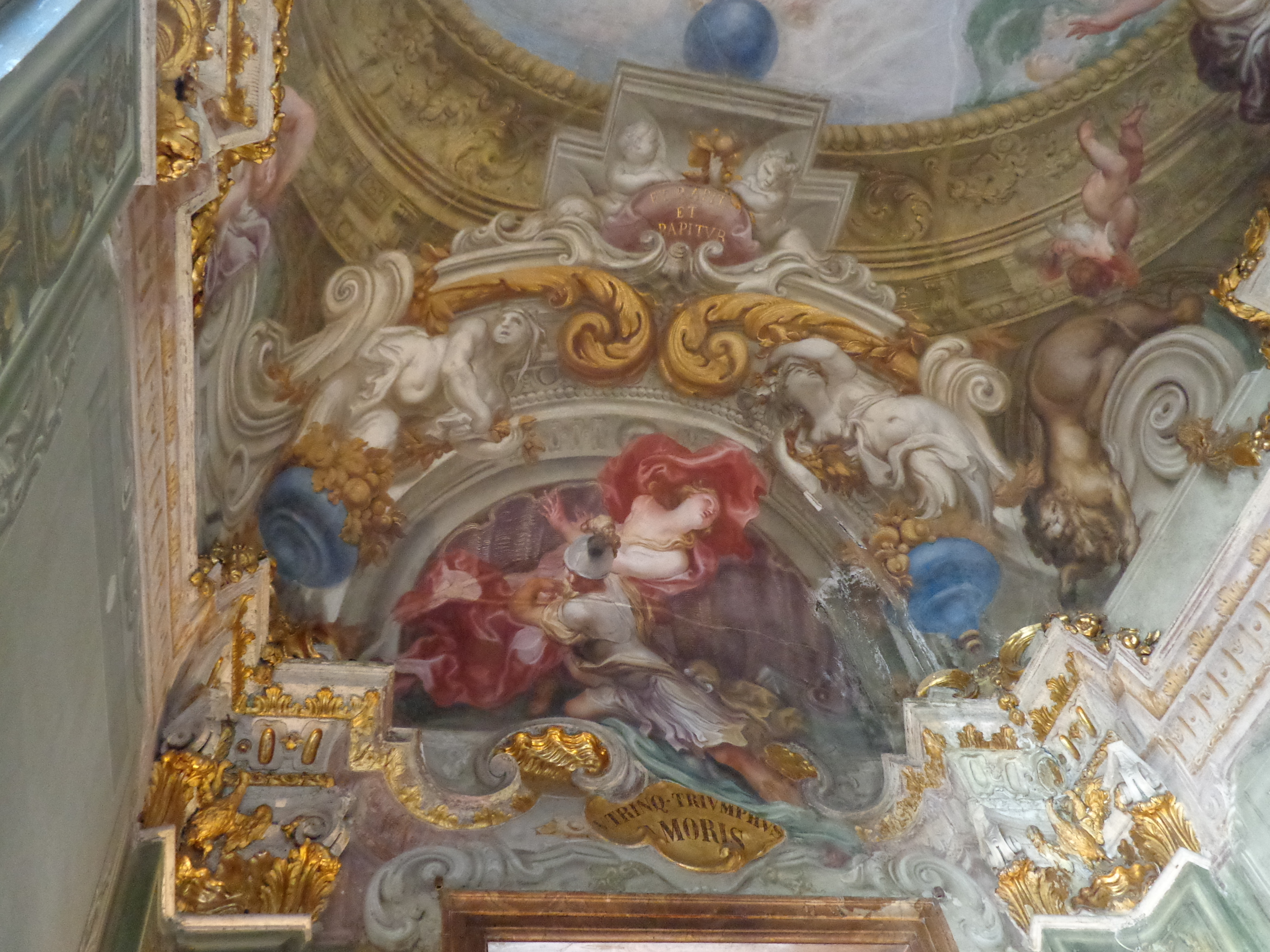
Galleria del Trionfo d'Amore, Palazzo Balbi Senarega
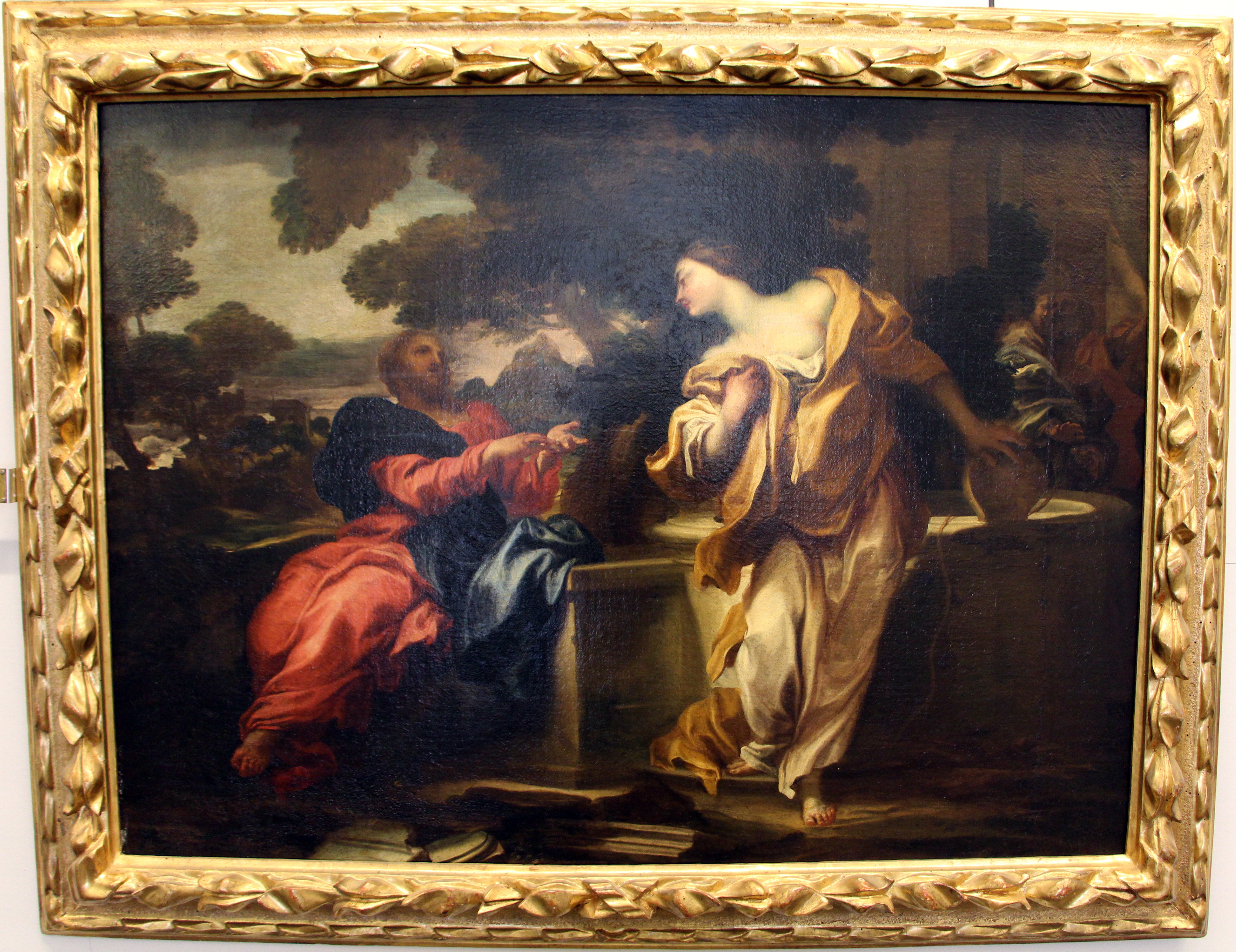
Samaritana al pozzo, Musei di Strada Nuova
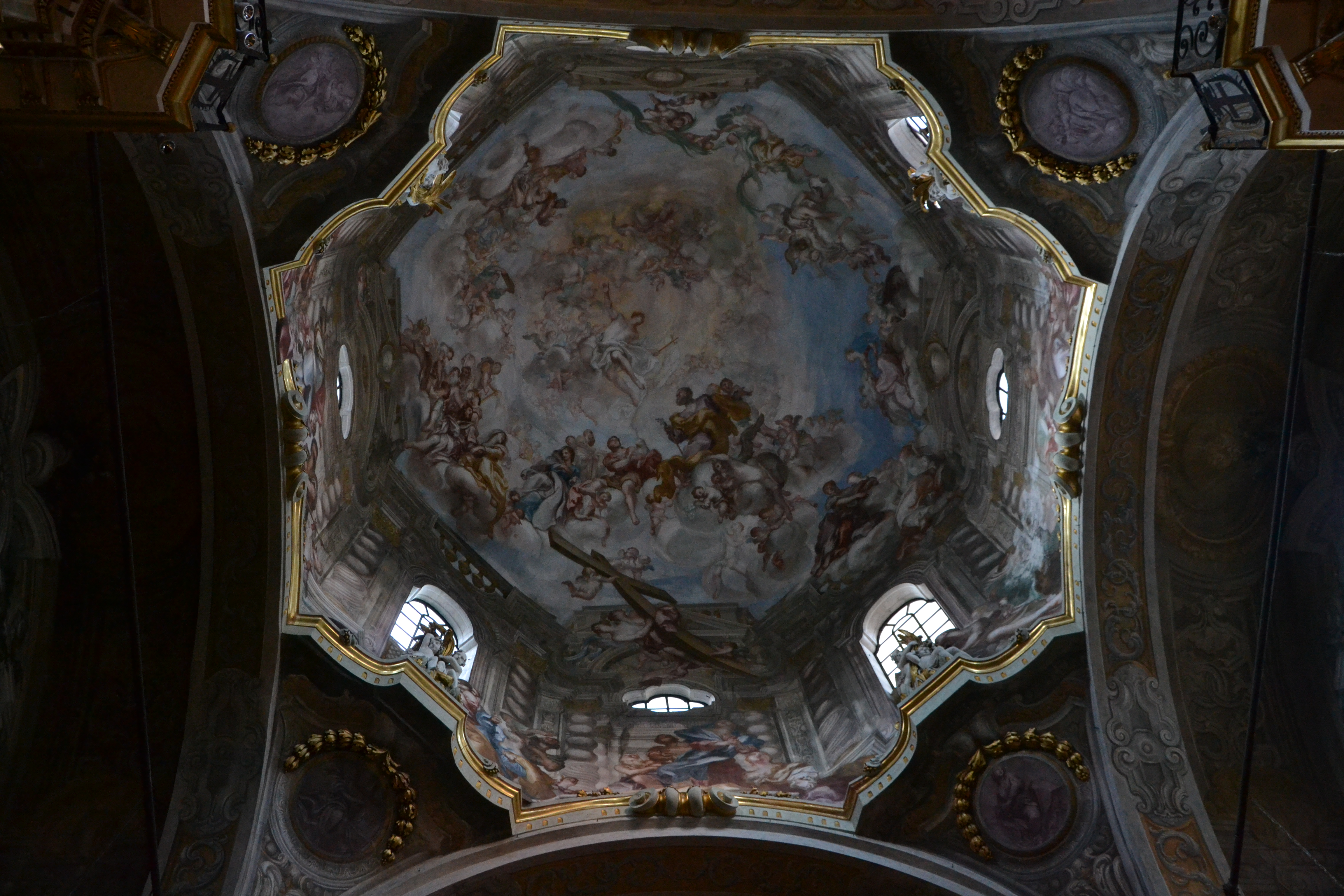
Gregorio De Ferrari e Lorenzo, Trionfo della Croce, affresco della cupola della Chiesa di Santa Croce, Genova
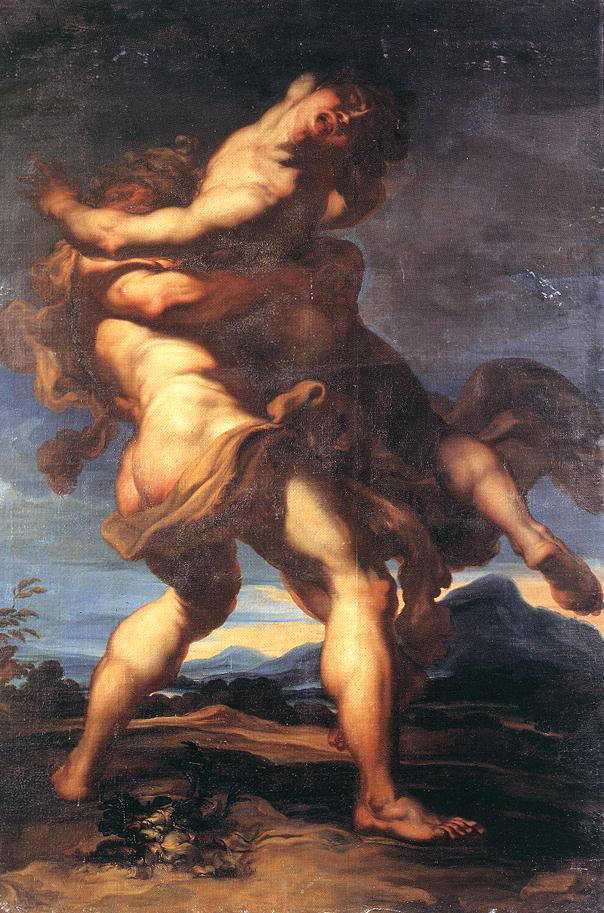
Ercole e Anteo, Galleria nazionale di palazzo Spinola

## Opere
- Cupola del duomo di Parma, Accademia Ligustica[5]
- affresco con l'Aurora nel Palazzo Gio Carlo Brignole
- affresco con Pietà in Santa Maria di Castello (Genova)
- S. Pietro martire, parrocchiale di Dolcedo (Imperia)
- Il martirio di s. Lorenzo, Chiesa della Consolazione (Genova)
- 1676, affresco con La gloria di s. Andrea Avellino e tele con Estasi di s. Francesco e Riposo durante la fuga in Egitto, chiesa di S. Siro
- Tobia che seppellisce i morti, Genova, oratorio della Morte ed Orazione
- S. Chiara che mette in fuga i saraceni, 1681, Collegiata di San Giovanni Battista (Oneglia)
- S. Stefano e S. Lorenzo, cappella di S. Clemente, Annunziata del Vastato
- S. Michele arcangelo che precipita gli angeli ribelli, Genova, Santa Maria delle Vigne
- S. Girolamo, Abbazia di San Gerolamo di Quarto dei Mille;
- La Galatea, Genova, coll. Viezzoli,
- due tele sovrapporte raffiguranti l'Allegoria della Musica e l'Allegoria dell'Architettura, Genova, Galleria nazionale di palazzo Spinola
- Le arti liberali e La gloria di un eroe, due soffitti in Palazzo Gio Battista Centurione
- Galleria del Trionfo d'Amore, Ercole incoronato, Aurora e Cefalo, sovrapporte con l'Allegoria dell'Inverno e l'Allegoria della Primavera, Palazzo Balbi Senarega[6]
- 1684 , villa Balbi allo Zerbino (ora Gropallo), salone con l'Allegoria delle Stagioni intomo al medaglione centrale raffigurante Saturno e Apollo
- Mosè fa scaturire l'acqua da una rupe, Genova, Palazzo Bianco,
- S. Giovanni Battista nel deserto e S. Gerolamo nel deserto, Genova, Palazzo Bianco
- Giunone ed Argo, Louvre, Parigi[7].
- 1690, storie dalle Metamorfosi di Ovidio, stanze in palazzo reale a Torino, per Vittorio Amedeo II (distrutta)
- Virtù di un guerriero, palazzo reale a Torino
- 1688 affreschi del secondo piano nobile di Palazzo Rosso a Genova: le allegorie della Primavera e dell'Estate, in collaborazione del quadraturista Antonio Haffner e lo stuccatore Giacomo M. Muttone, nelle volte di due salotti; distrutti: il soffitto del salone, con il Mito di Fetonte, e il cupolino della cappella
- Salone con Diana ed Endimione in Palazzo Gio Carlo Brignole con quadrature di Antonio Haffner[8]
- La samaritana al pozzo, Genova, Palazzo Rosso
- Assunzione della Vergine, Madrid, Basilica Reale di San Francesco il Grande,
- affresco raffigurante l'Assunta nella volta della chiesa dei SS. Giacomo e Filippo (Genova) (distrutta)
- storie di Amore e Psiche, Nettuno e Anfitrite, Palazzo Gio Battista Saluzzo (Genova)
- Madonna Addolorata e le anime purganti, oratorio di S. Leonardo a Porto Maurizio
- Morte di s. Scolastica, Chiesa di Santo Stefano (Genova)
- affreschi dell'altar maggiore della chiesa di S. Brigida (distrutta)
- Il trionfo della Croce, decorazione ad affresco della cupola della Chiesa di Santa Croce e San Camillo de Lellis, Genova, in collaborazione con il figlio Lorenzo
- La Madonna col Bambino e Santa Teresa, olio su tela, Palazzo Rosso, Genova
- Cristo e la Samaritana, olio su tela, Collezione Zerbone, Genova